# Rzadkość
Rzadkość – pojęcie w ekonomii, oznaczające ograniczoną ilość zasobów w stosunku do potrzeb.
Rozbieżność pomiędzy nieograniczonymi potrzebami a ograniczonymi zasobami, służącymi ich zaspokajaniu powoduje, że nie wszystkie potrzeby będą mogły być zaspokojone jednocześnie. Potrzeby pozostają względem siebie w stosunku konkurencyjnym – zaspokojenie jednej oznacza konieczność rezygnacji z zaspokojenia określonej części pozostałych potrzeb. Tym samym rzadkość zmusza do racjonalnego gospodarowania dostępnymi zasobami celem zaspokojenia konkurencyjnych potrzeb.
Pojęcie rzadkości stanowi kryterium podziału na dobra rzadkie i dobra wolne. W tym sensie dobra wolne to takie dobra, które występują w nieograniczonych ilościach. Takie dobra jak powietrze lub woda były uważane za dobra wolne, obecnie dominuje pogląd, że wszystkie dobra są rzadkie.